# Röskva
Röskva è un personaggio della mitologia norrena, citato nell'Edda in prosa di Snorri Sturluson. È una thír (una serva) del dio Thor, sorella di Thjálfi, lo scudiero del dio.
Nell'Edda in prosa è riportata la storia di quando il dio Thor, durante uno dei suoi viaggi a levante, fece visita alla famiglia di un contadino, il padre di Röskva, e prese le sue due capre, le abbatté, le scuoiò e le cucinò. Dopo il pasto, prima di coricarsi, lasciò disposizione che tutte le ossa fossero riposte sulle rispettive pelli che erano state adagiate al suolo presso il fuoco. La famiglia fece così ma Thjálfi afferrò l'osso della coscia di una capra, incitato da Loki, lo divise con il coltello e lo spezzò per prenderne il midollo. All'alba del giorno seguente il dio prese il suo martello Mjöllnir, lo levò in alto, e consacrò la pelle delle capre, le quali resuscitarono.
Quando il dio vide che una di esse zoppicava intuì che l'osso era rotto, e corrugò a tal punto la fronte per l'ira e stringeva con tale veemenza il suo martello, che il contadino tremò e cadde in ginocchio, e successivamente implorò clemenza. Ma quando vide la disperazione negli occhi di costoro si spense l'ira nel dio che accettò come giusta compensazione i due figli del contadino, che divennero da quel giorno suoi servi.
Röskva insieme al fratello, a Thor e a Loki, compì un viaggio fino al palazzo del gigante Útgarða-Loki.